# Place des Ormes
La place des Ormes, aussi appelée église Saint-Charles-Borromée et presbytère Saint-Charles-Borromée, est un établissement patrimonial religieux à Saint-Charles-de-Bourget.

## Voir plus